# Вальдфишбах-Бургальбен
Вальдфишбах-Бургальбен (нем. Waldfischbach-Burgalben) — община в Германии, в земле Рейнланд-Пфальц.
Входит в состав района Юго-западный Пфальц. Подчиняется управлению Вальдфишбах-Бургальбен. Население составляет 4851 человек (на 31 декабря 2010 года). Занимает площадь 17,61 км².

## Города-побратимы
- Карантан (Франция)

## Фотографии

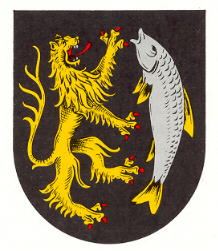
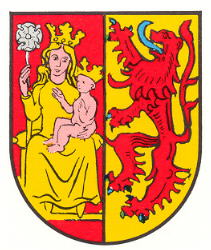
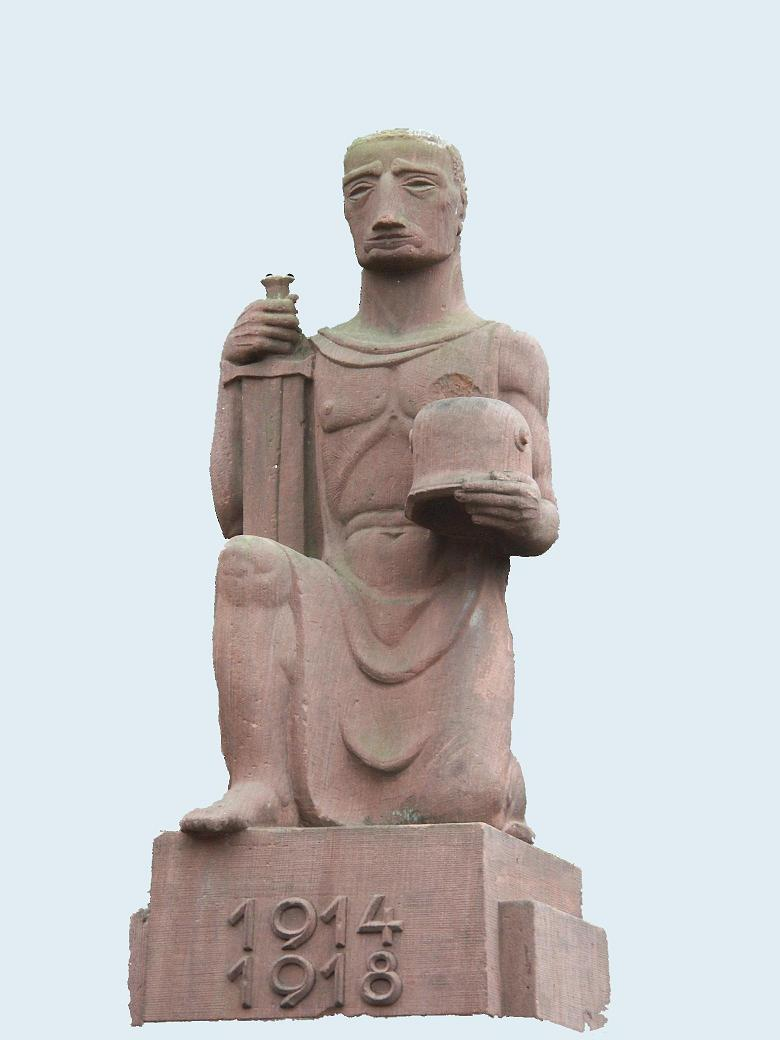
Памятник
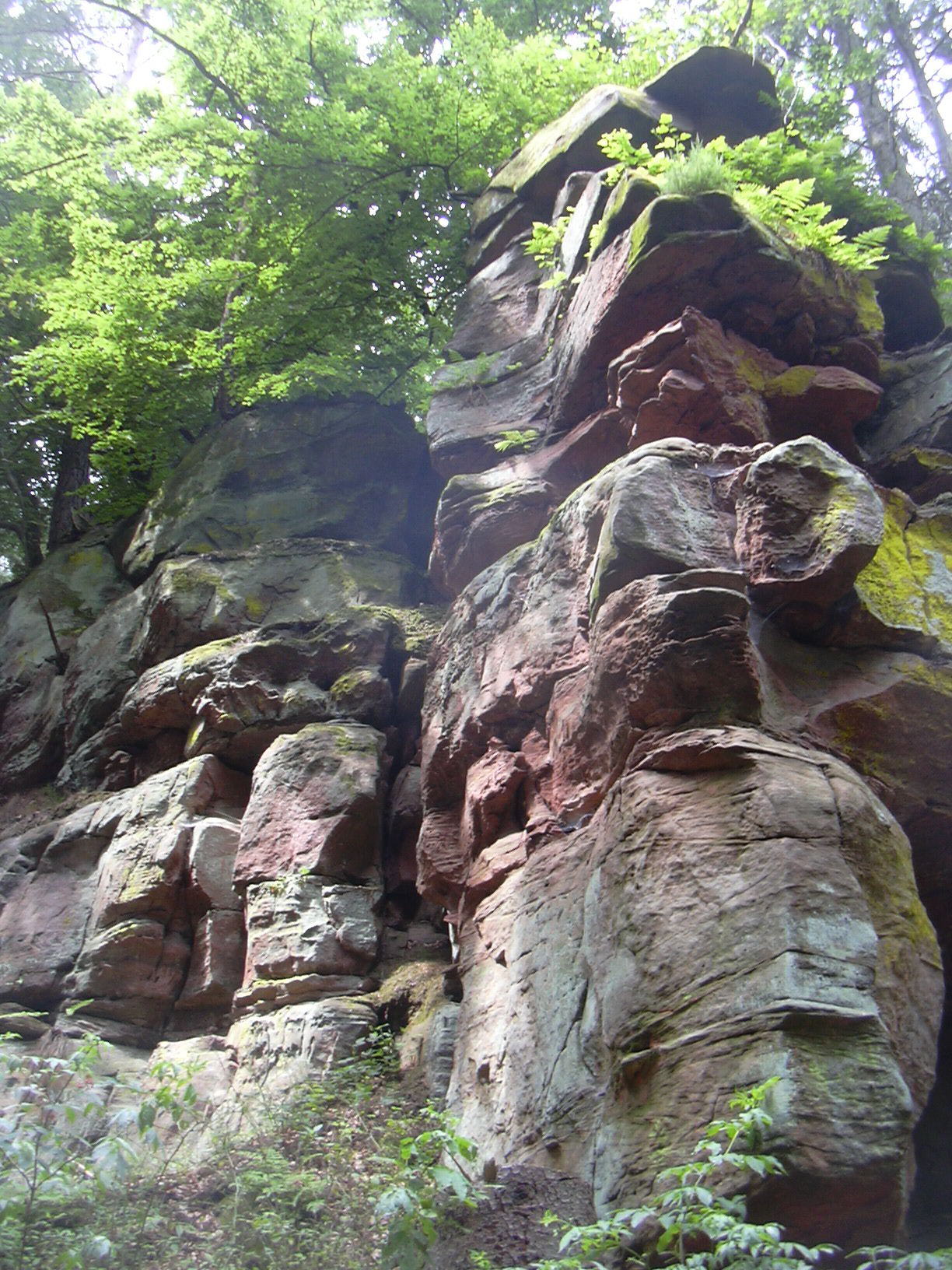
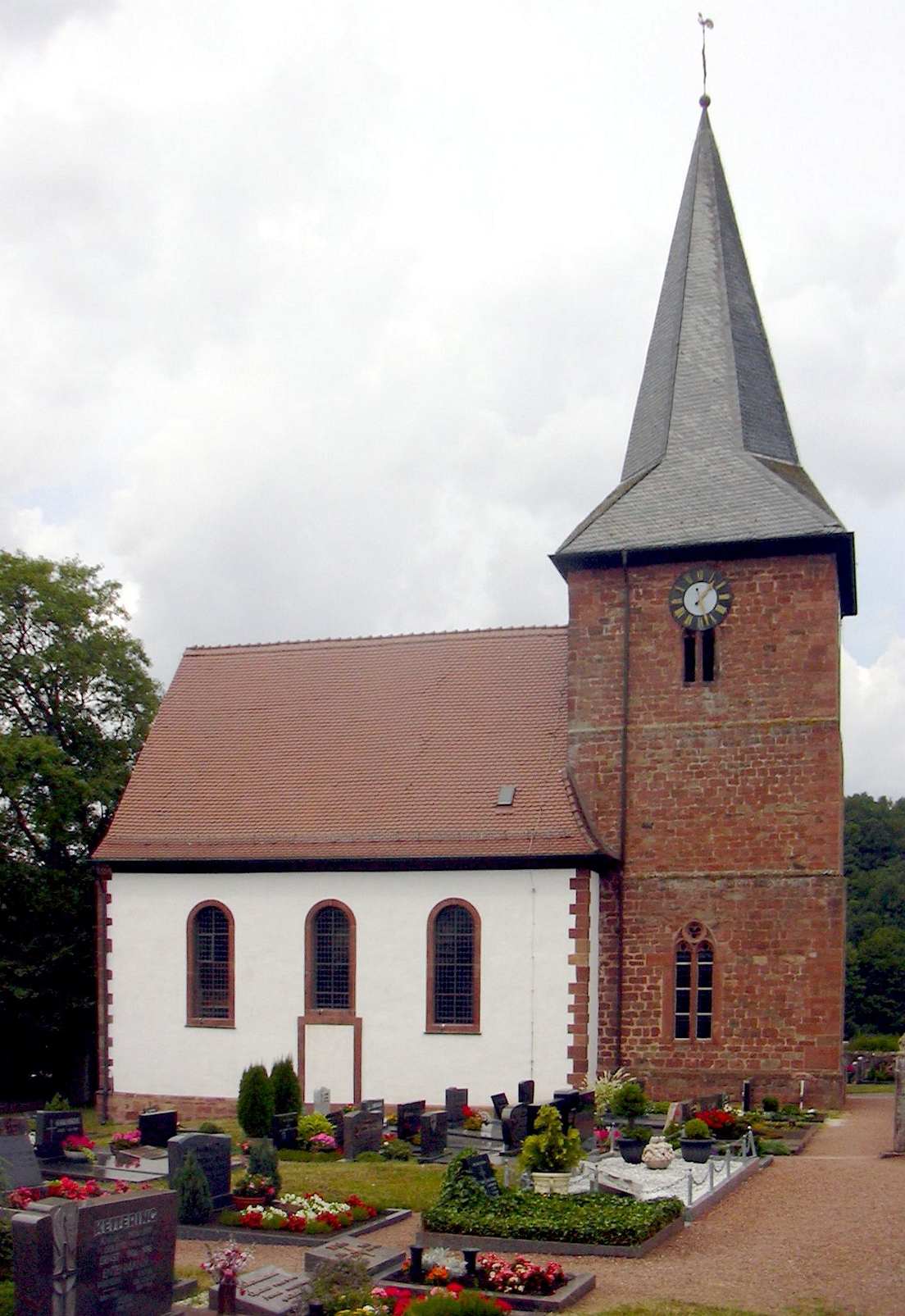
Церковь
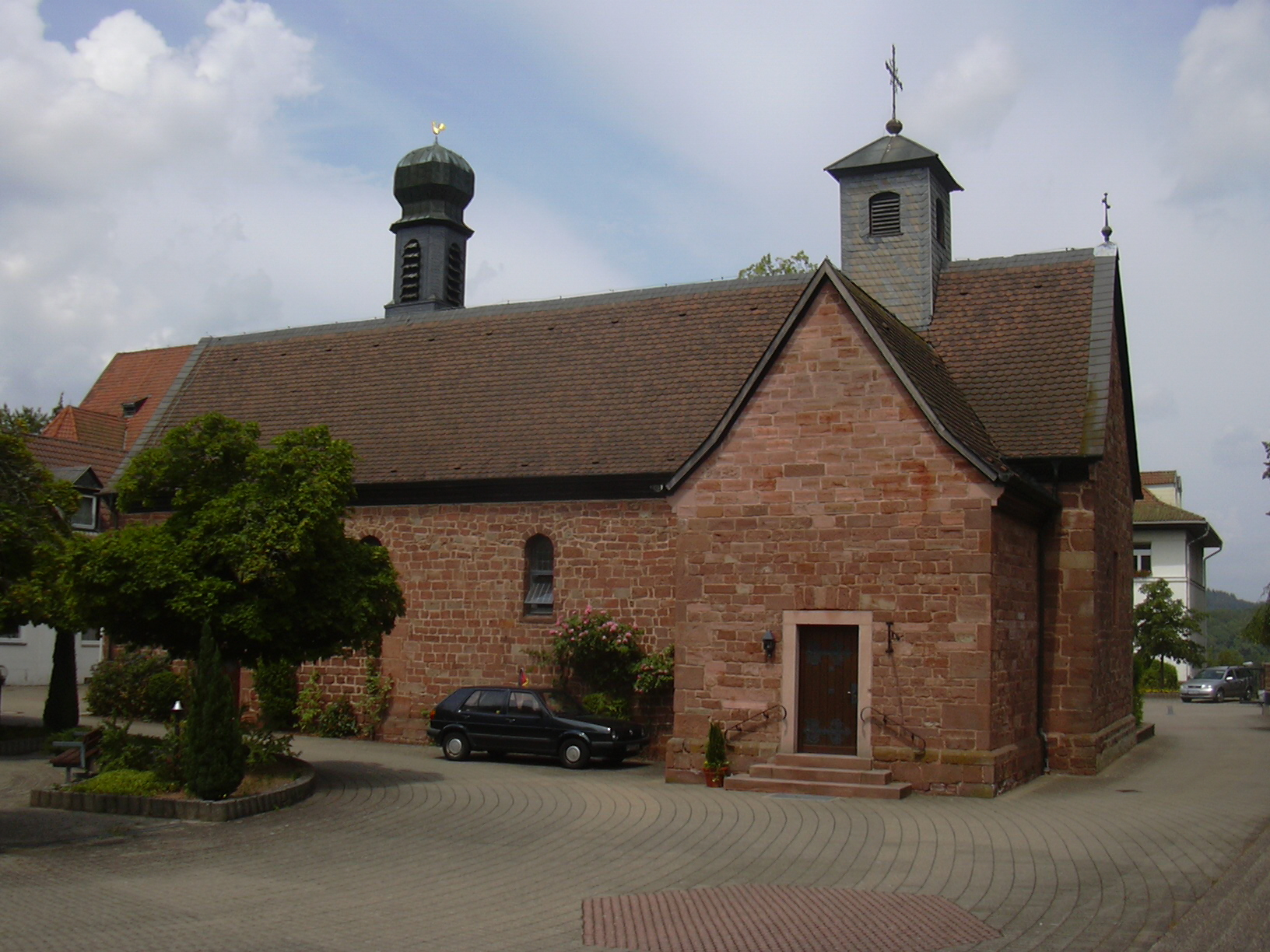
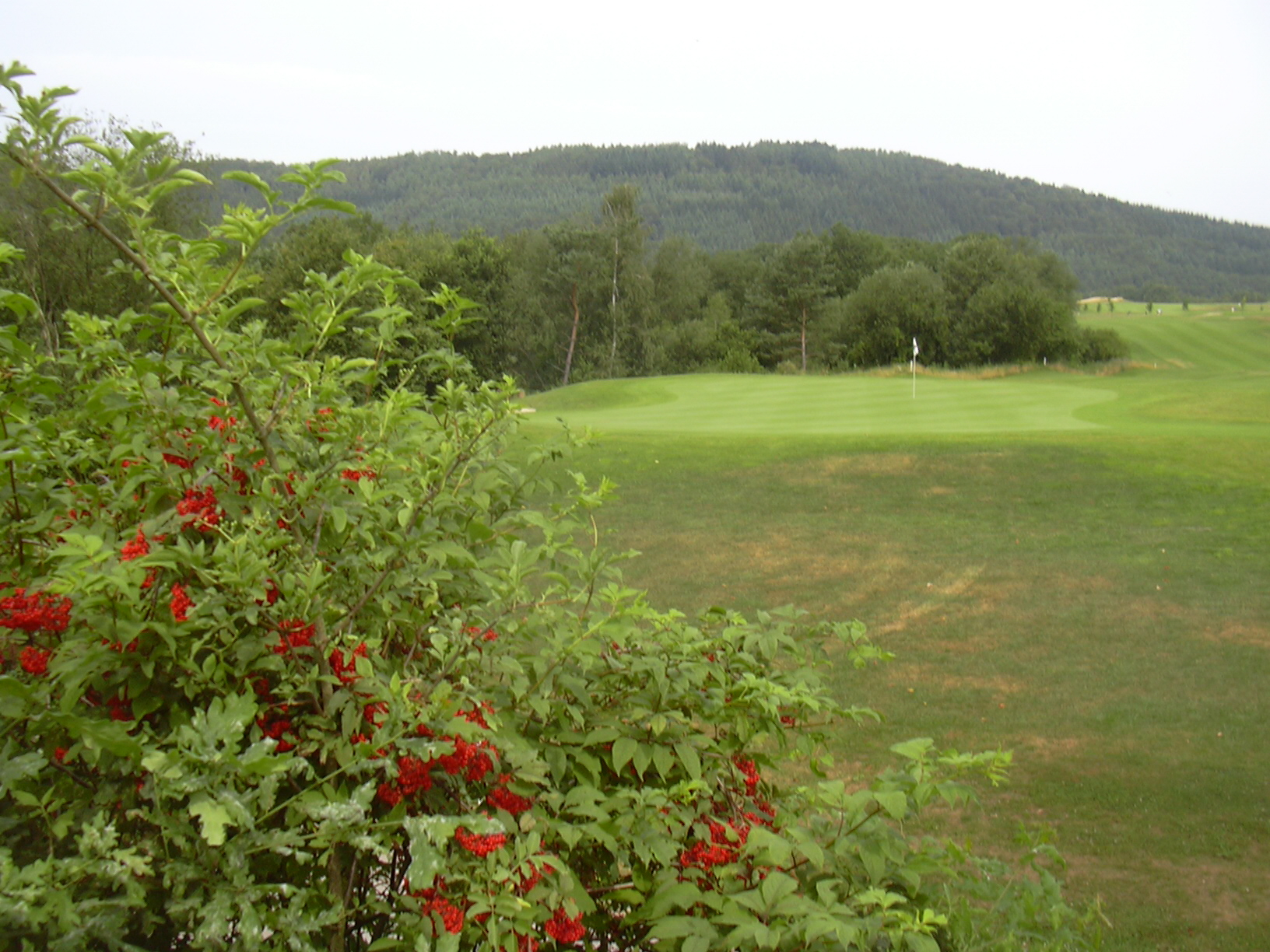